# 蓋奇敦 (密歇根州)
蓋奇敦（英語：Gagetown）是位於美國密歇根州土斯科拉縣埃爾姆伍德鎮區的一個村。

## 人口
根據2020年美國人口普查的數據，蓋奇敦的面積為2.55平方千米，當中陸地面積為2.54平方千米，而水域面積為0.01平方千米。當地共有人口321人，而人口密度為每平方千米125人。